# Rózsadomb
Rózsadomb ([ˈɾoːʒɒdomb]) est un quartier de Budapest situé dans le 2e arrondissementt. Il s'agit de l'un des quartiers d'habitation les plus prestigieux de la capitale. Il était connu sous le communisme pour abriter de nombreuses villas de membres de la nomenklatura.